# Inslagtektoniek
Inslagtektoniek zijn de tektonische vervormingen van een oppervlak als gevolg van een inslag van een meteoroïde, planetoïde of komeet. Een dergelijk gebeuren kan leiden tot gebergtevorming en breukvorming.
De voornaamste bergen op de Maan zijn eigenlijk veroorzaakt door inslagen. Meestal gaat het dan om kraterranden of ringstructuren.
Ook centrale bergen van inslagkraters kunnen behoorlijk groot worden. De centrale bergen van Copernicus op de Maan zijn 700 m hoog. Op de Uranusmaan Oberon treft men zelfs een 6 km hoge centrale berg aan.
Inslagen leiden ook tot breukvorming. Op de Marsmaan Phobos treft men de inslagkrater Stickney aan. Vanuit deze krater en zijn antipode (de andere kant) vertrekken radiale groeven. Deze zijn ontstaan door dezelfde inslag die Stickney veroorzaakte. Men neemt aan dat, wanneer de inslag nog wat heviger zou zijn geweest, de maan zou zijn versplinterd door de kracht van de inslag.
Dit zou het geval geweest zijn met de Uranusmaan Miranda. Men kan immers het vreemde landschap met kloven, breuken en dramatische terreinwijzigingen op deze maan enkel verklaren door aan te nemen dat ze verschillende malen door een krachtige inslag uit elkaar geslagen is, waarna de verschillende stukken telkens weer samenvoegden tot een nieuwe maan.
Bij zeer grote inslagen kunnen schokgolven zelfs tektonische verstoringen aan de antipode van de planeet veroorzaken. Dit zou het geval zijn bij Caloris op de planeet Mercurius waar aan haar antipode een speciaal heuvelig en gebroken terrein te vinden is.